# Ashtead
Ashtead is een plaats in het bestuurlijke gebied Mole Valley, in het Engelse graafschap Surrey. De plaats telt 13.494  inwoners.